# Peter van Breusegem
Peter Benedictus Rufinus van Breusegem (Asse, 15 mei 1956) publiceerde als prozaschrijver en dichter onder het pseudoniem Dirk van Babylon.

## Leven
Hij groeide op in Liedekerke en deed zijn middelbare studies aan het Sint-Jozefscollege in Aalst. Bepalend voor zijn keuze om geneeskunde te studeren, was het ogenblik waarop zijn moeder multiple sclerose kreeg. Hij schreef zich in aan de faculteit geneeskunde van de Katholieke Universiteit Leuven. Tijdens zijn opleiding tot arts (1974-1981) liep hij stage in Zaïre (nu Congo). In 1981 werd hij dokter in de genees-, heel-, en verloskunde met grote onderscheiding. Vanaf 1984 is hij erkend huisarts en heeft hij een duopraktijk in de residentiële Brusselse gemeente Ukkel.
Van Breusegems stimulans om de pen ter hand te nemen is de uitschrijving van de Leo J. Krynprijs (een manuscriptprijs met in de erelijst van bekroonden onder anderen Boon en Claus). Hij kiest voor het pseudoniem Dirk van Babylon om zijn literaire loopbaan van zijn beroepspraktijk gescheiden te houden: zijn vaak duidelijk autobiografische proza dat geen taboes uit de weg wil gaan en uitdrukkelijk seksualiteit en seksueel overdraagbare aandoeningen tot onderwerp neemt, zou hem in zijn onkreukbaarheid als arts kunnen aantasten. In 1986 wint hij -  tot op heden als laatste - de Leo J. Krynprijs met zijn debuut De zwarte bruidegom, dat hetzelfde jaar bij Manteau wordt uitgegeven. Doordat de Nederlandse auteur en literatuurcriticus Jeroen Brouwers in Haagse Post en Knack de identiteit van de bekroonde prijsgeeft, voelt Van Breusegem zich ertoe gedwongen zijn dokterspraktijk op te geven. Toch blijft hij als geneesheer bedrijvig. Hij sticht de vereniging The Foundation in 1987 en wordt er de voorzitter van. Deze vereniging biedt aidspatiënten hulp en verstrekt inlichtingen over de ziekte.
Hij geeft nog een aantal romans uit: Carthago herrezen (1987), De Brabantse Decamerone, Boek I. De goede week (1989) en de verhalenbundel De vlucht naar Egypte (1988) die later in De goede week wordt opgenomen. De romans en verhalen van de auteur zijn schatplichtig aan zijn beroepsmatige ervaringen en privéleven. Hij velt een streng oordeel over de Westerse beschaving. Ook in Carthago herrezen speelt dit onderwerp een belangrijke rol, tegen de achtergrond van zijn dokterspraktijk, waarin de machteloosheid van de huisarts tegenover aidspatiënten tot uitdrukking komt. Over seropositiviteit schrijft Van Babylon ook het essay Seks en cultuur (1989). In zijn eerste twee romans experimenteert hij met verschillende taalregisters: toneel, monoloog, gedicht, brief, advertentie, dialoog, etc. Zijn latere werk, zoals De Brabantse Decamerone, is sterker gestructureerd.
Tussen 1989 en 1993 richt hij zich op het buddysysteem voor aidspatiënten. Sinds 1993 is Van Babylon opnieuw huisarts in Brussel. In 1995 schrijft hij het luisterspel Molinos. Na een periode van stilte op literair gebied, laat hij als Dirk van Babylon opnieuw gedichten, satirische sonnetten verschijnen, in het literaire e-zine Meander.. Van Breusegem engageert zich ook politiek en is verschillende keren kandidaat voor de Vlaams-nationale partij Volksunie (VU) en, na de ontbinding van die partij, voor Spirit. Zijn gecombineerde bezorgdheid als zorgverstrekker en flamingant komt tot uiting in zijn ergernis over de opvang van Nederlandstaligen in de ziekenhuizen, zoals blijkt uit een interview in het tijdschrift Brussel Deze Week:
"Het is toch vreselijk om zien dat mensen die sukkelen met hun gezondheid, mensen die in een kwetsbare positie zitten, omzeggens door het stof moeten kruipen om te krijgen waar ze recht op hebben. Ik ben wel geen kaakslagnationalist, maar ik zie toch wel waar het fout gaat, ja".
Hij bekeert zich tot de islam, een godsdienst waarbinnen hij een strekking voorstaat die voor verlichting en vooruitgang ijvert. Hij is gehuwd geweest met een Marokkaanse vrouw. In 1997 wordt een dochter geboren.
Van Breusegem is actief lid van Pro Medicis vzw, die zich inzet voor de tweetalige zorg te Brussel, en lid van Myriade, een vereniging van dichters. Hij ijvert voor de oprichting van een Komische Opera in het Brussels Hoofdstedelijk Gewest.

## Werken
- De zwarte bruidegom (1986)
- Carthago herrezen (1987)
- De vlucht naar Egypte (1988)
- Seks en cultuur (1989)
- De Brabantse Decamerone (1989-...)
- Brussel, Amsterdam, New York (1990)
- Breekbaar Licht (2011)

## Referentie
- Phil. Cailliau, 1989, Kritisch lexicon van de Nederlandstalige literatuur na 1945; onder redactie van Ad Zuiderent, Hugo Brems en Tom van Deel. 35e aanvulling. Alphen aan den Rijn : Samsom.
- Thierry Deleu, Voor dichter/schrijver Dirk van Babylon. [Z.p., z.d., 2011]

- Digitale Bibliotheek voor de Nederlandse Letteren: baby001
- International Standard Name Identifier: 0000 0000 3915 2459
- Library of Congress Control Number: no94008970
- Nederlandse Thesaurus van Auteursnamen: 072441151
- Virtual International Authority File: 289393078
- WorldCat: E39PBJjRVrtPpy7WB7Fb9vdfbd